# Stazione radio base

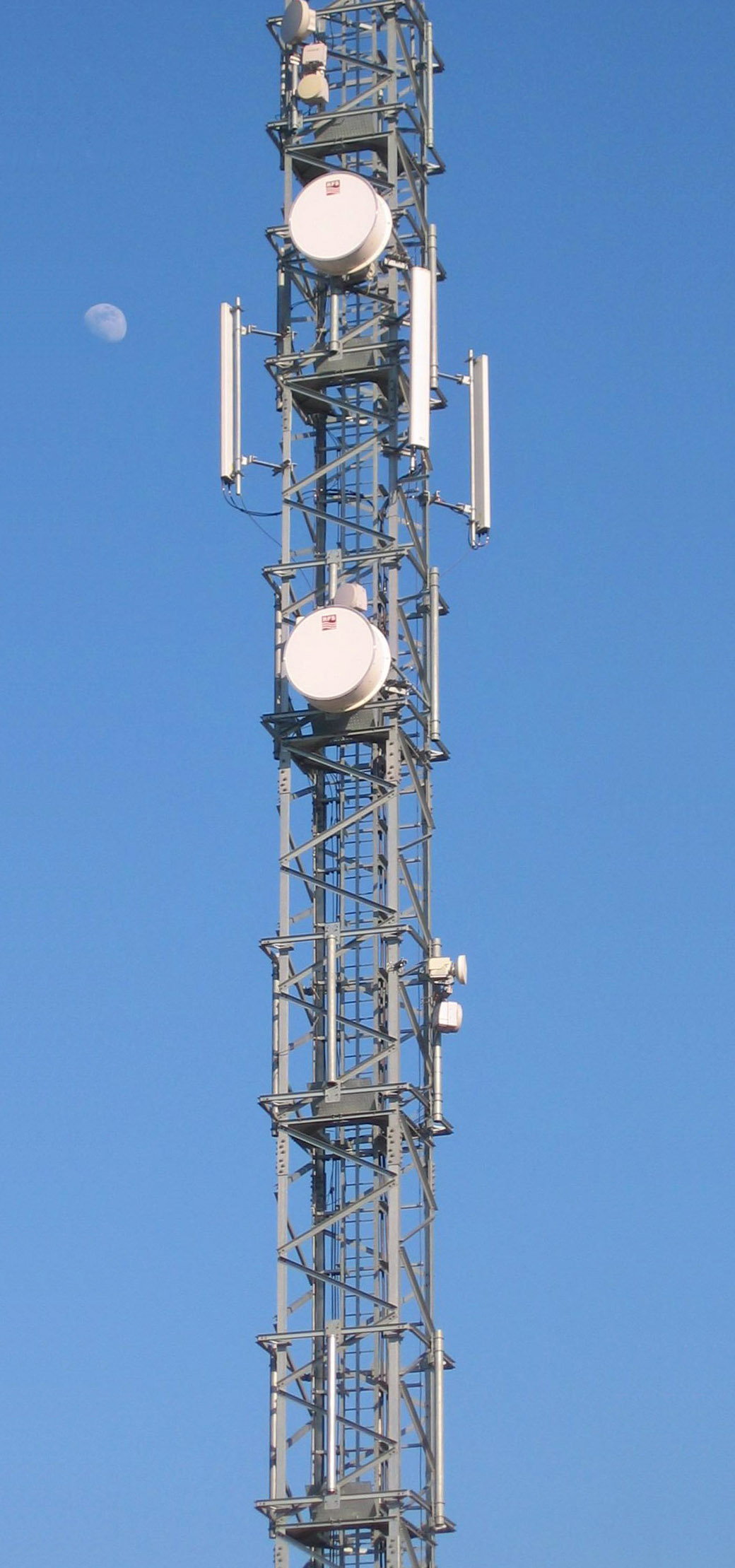
Una BTS di tipo raw land.

Una stazione radio base (in acronimo BTS dalla lingua inglese "base transceiver station"), nelle telecomunicazioni e nell'ambito delle reti cellulari, indica un sottosistema di ricetrasmissione di un segnale radio dotato tipicamente di antenna a settore ricetrasmittente che serve i terminali mobili degli utenti coprendo una determinata area geografica coperta da una cella radio.

## Descrizione
Rappresenta l'infrastruttura base della telefonia cellulare usata nei radiocollegamenti delle reti mobili cellulari nell'interfaccia radio del sistema cellulare. Non funge da ripetitore, come nel caso dei ponti radio, ma lo genera e lo trasmette in etere, oppure lo riceve lavorando a livello fisico e livello datalink di un'architettura di rete.
Nella telefonia cellulare, dal punto di vista topologico, le stazioni radiobase sono nodi logici di commutazione o rilancio nell'interfaccia radio del sistema radiomobile cellulare con caratteristiche tipiche di centro stella, mentre dal punto di vista trasmissivo se reinstradano la richiesta di servizio verso la stessa cella radio di copertura assolvono funzionalità logiche e fisiche di ripetitori rigenerativi. Funzionalità tipica, oltre ad instaurare una connessione con il terminale di utenza durante la comunicazione, è anche quella di diffondere un segnale in broadcast sulla rispettiva cella di copertura ai vari terminali di utenza presenti che informi della disponibilità del servizio e da cui ricavare i noti livelli di campo. Viceversa dal terminale riceve le informazioni della sua presenza nella cella utile per le varie funzionalità di roaming.

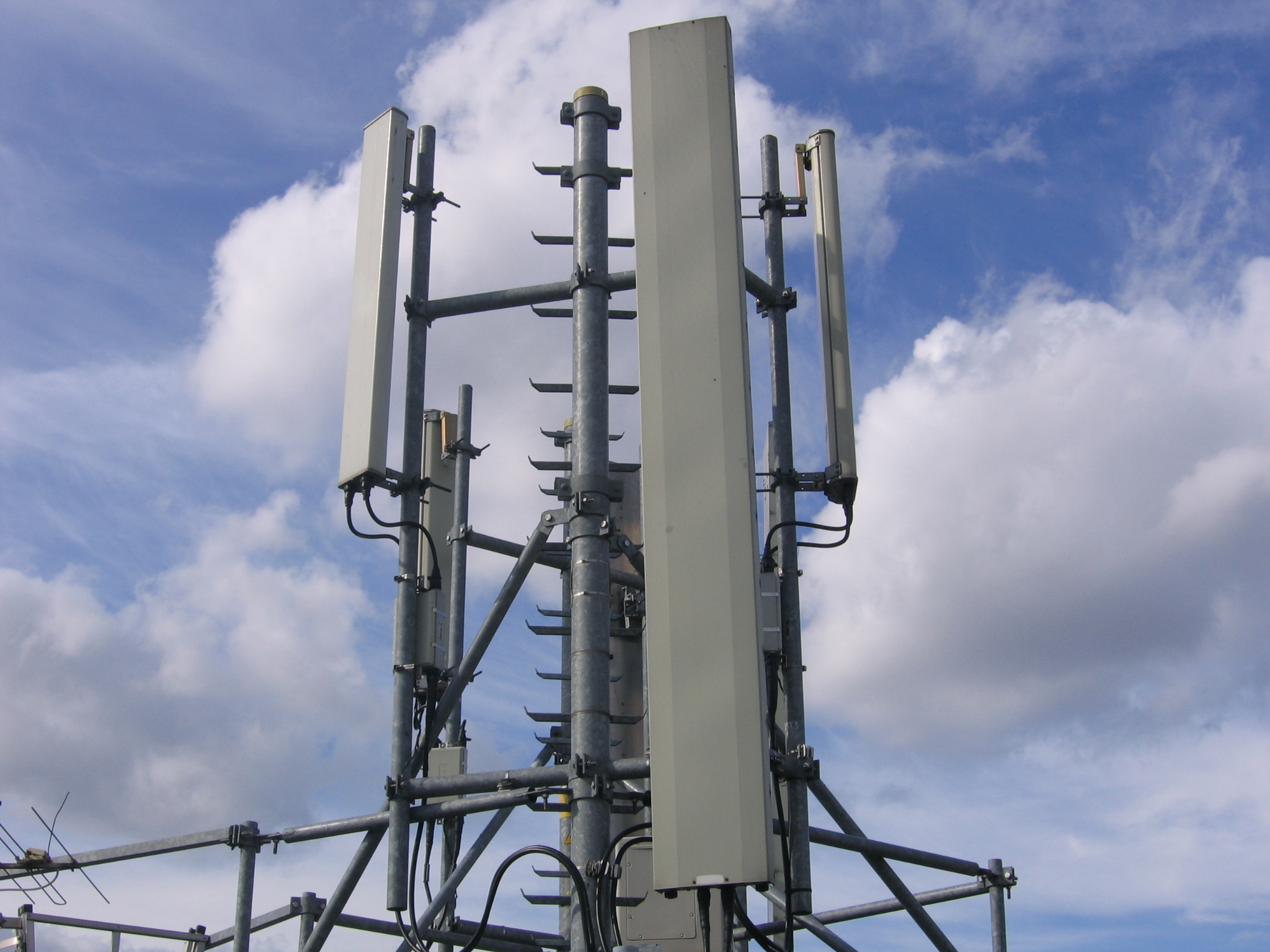
Particolare delle antenne di una BTS con i vari settori con angolo di tilt rispetto alla verticale

Tipicamente, le stazioni radiobase sono composte da antenne ricetrasmittenti poste ad una certa altezza su tralicci di sostegno a loro volta posti in locazioni rialzate rispetto all'area di copertura della cella radio per evitare disturbi e ostacoli fissi di radiopropagazione quali rilevi e vegetazione massimizzando così l'area di copertura, la potenza del segnale utile, il rapporto segnale-rumore ed il rapporto portante/interferenza. Così in ambienti urbani le antenne sono poste tipicamente sui tetti di edifici (pubblici o privati) con l'operatore che paga ai proprietari dello stabile un canone di affitto per la concessione dell'installazione nel rispetto delle normative imposte sull'inquinamento elettromagnetico, mentre in ambienti semi-urbani e rurali sono poste su piccoli rilevi e colline sgombri da vegetazione.
Al livello del terreno, o su tetto, si trova lo shelter, un armadio o una cabina all'interno del quale sono presenti le apparecchiature ricetrasmittenti. Alcune di queste sono: quadro elettrico con batterie tampone e ups, armadio gsm/dcs, nodeb, climatizzatore. A queste si aggiunge solitamente anche la cabina di alimentazione elettrica della stazione. Sul traliccio di sostegno sono attestati cavi coassiali per la trasmissione del segnale. In cima al traliccio, o sui supporti, sono agganciati più pannelli, divisi in gruppi da tre (a volte anche in numero superiore) detti anche settori, con orientamento diverso, in genere 0°-120°-240° rispetto a Nord, e, per cercare di coprire contemporaneamente la maggior parte di territorio garantendo allo stesso tempo la migliore qualità e potenza del segnale radiomobile (grazie alla più alta direttività dell'elemento irradiante rispetto all'antenna isotropa) sfruttando così al meglio la possibilità di riuso delle frequenze per ciascun settore coperto. Ovviamente sono possibili implementazioni studiate ad hoc con più o meno settori a seconda delle necessità di riuso di frequenza e delle reali aree da coprire.
È inoltre connessa con il sottosistema Base Station Controller da cui riceve input o affida la gestione di una richiesta di servizio.
In un sistema cellulare alcune stazioni radiobase comunicano tra loro grazie a ponti radio PDH/SDH, altre sono cablate sulla rete telefonica fissa tramite flussi E1 o xDSL. In Italia le BTS TIM sono nella maggior parte dei casi collegate direttamente alla rete in rame o in fibra ottica, essendo la rete fissa di proprietà di Telecom Italia, mentre gli altri operatori tendono ad utilizzare ponti radio. L'area di copertura radio della BTS varia in funzione del numero di utenti da servire su un determinato territorio: maggiore in aree rurali o semi-urbane, minore in aree urbane.
Una stazione radio base può ospitare più antenne e apparati di ricetrasmissione relativi a diversi sistemi cellulari (GSM, GPRS, EDGE, UMTS, HSPA): questo è particolarmente cercato dagli operatori in quanto consente un sensibile abbattimento dei tempi e soprattutto dei costi di installazione che sono legati in particolar modo al traliccio e alla sua posa.

## Tipologie
Quando più operatori di telefonia mobile installano i loro apparati ricetrasmittenti su stazioni radio base poste nello stesso sito si parla di installazione co-siting. Le stazioni radio base, che in gergo vengono chiamate "siti" o celle, si suddividono in quattro tipologie principali:
1. Raw Land: è il cosiddetto sito a terra, dove cioè la stazione è costituita da un palo o da un traliccio con fondazioni sul terreno. Questi possono avere altezze fino a 30 metri (a volte anche superiori) dove vengono posizionate antenne e parabole;
2. Roof Top: costituito da una palina (un palo in acciaio di piccole dimensioni rispetto ai siti Raw Land) supporto per antenne e parabole, ancorata o staffata a strutture portanti sulla copertura di un edificio. Questo tipo di sito si trova spesso nei centri urbani;
3. Co-locato, quando cioè le antenne vengono installate su pali, tralicci o torri sulle quali sia già attivo un impianto radio (con proprie antenne) di diversa caratteristica e funzionalità.
4. Microcelle, ovvero Stazioni Radio Base di piccole dimensioni che possono trovarsi all'interno di particolari oggetti come insegne luminose, rivelatori di fumo, si trovano spesso in luoghi storici o città, dove mancano autorizzazioni per le installazioni

## Caratteristiche

### Range di copertura
Il range di copertura delle stazioni radio base non è un elemento fisso, ma dipende da un certo numero di fattori quali:
- La frequenza del segnale in uso;
- La potenza del trasmettitore;
- La dimensione del trasmettitore;
- Le condizioni geografiche o atmosferiche in un certo istante sulla radiopropagazione;
- Il guadagno dell'antenna interna al dispositivo.

In generale, in un'area dove ci sono celle a sufficienza per coprire l'intera area, si pone il range di ogni stazione in modo da assicurare una sufficiente sovrapposizione del segnale tra una cella e l'altra per assicurare il passaggio di connessione (ad es. quando un cellulare si trova in movimento tra una stazione e un'altra) ovvero l'handover, e, allo stesso tempo, minimizzare i problemi di interferenza esistenti se la sovrapposizione è troppo elevata.
In pratica si trova il numero maggiore di stazioni radio base in aree altamente popolate, che hanno quindi il numero maggiore di utilizzatori potenziali. Il traffico telefonico per ogni cella deve essere inferiore alla capacità massima della stessa: esiste un limite superiore al numero di chiamate o di traffico di dati che una singola cella può supportare. Questa limitazione influenza il numero di stazioni necessarie in una stessa area. Nelle aree rurali, solitamente la distanza tra due celle è di 1-2 chilometri; nelle aree urbane questa distanza è molto minore e può essere pari a 400-800 metri. Ogni stazione riserva parte della sua capacità di servizio per le chiamate di emergenza che devono essere sempre disponibili in qualunque condizione di traffico.
Il range massimo dipende da caratteristiche analoghe a quelle che influenzano quello minimo. La tecnologia GSM ha un range massimo fissato di 35 chilometri, che è imposto da limitazioni tecniche. Il CDMA e l'Integrated Digital Enhanced Network (IDEN) non hanno limiti costruttivi, ma il limite risiede nella capacità del segnale del terminale mobile (che è debole) di raggiungere la stazione. Nella pratica questo limite risiede attorno a 50-70 chilometri nelle migliori condizioni. Quando il terreno è invece ondulato, la distanza si riduce a 5-8 chilometri. Questa marcata riduzione è dovuta agli ostacoli che si trovano nel mezzo della Zona di Fresnel del segnale. 
Quindi, a seconda della tipologia del terreno o altri particolari esterni qui sopra trattati, una cella GSM può essere messa vicino o molto lontano da quella a essa più vicina: questa distanza varia tra 2 e 80 chilometri.
Ovviamente tanto maggiore è l'estensione della cella tanto maggiore sarà la potenza necessaria al segnale per la comunicazione con la stazione radio base e viceversa.

### Consumi elettrici
Una Srb è composta da diversi elementi che nelle 24h possono arrivare a consumare circa 100Kwh di energia elettrica.
in Italia ci sono circa 70.000 Srb. 
Una idea è quella di richiedere che su ogni traliccio vengano installati, a diverse altezze, esempio 7m, 10m, 13m, 16m, 19m etc dei pannelli fotovoltaici al fine di ridurre l'assorbimento della Srb da rete elettrica, favorendo la minimizzazione dei consumi elettrici e contribuendo alla transizione energetica.

### Condizioni di emergenza
La diffusione delle reti radiomobili di telecomunicazioni (GSM, UMTS, Wimax etc), ha comportato la necessità di disporre di infrastrutture di stazione in grado di garantire standard qualitativi adeguati, tempi rapidi di installazione, costi contenuti e possibilità di utilizzo in qualsiasi situazione ambientale evitando la realizzazione di opere civili e di fondazione.
Normalmente le stazioni sono collegate a strutture fisse, ma ci sono delle particolari applicazioni dette Cell on wheels (COW o stazioni mobili) che permettono una facile mobilità delle stesse. Questo tipo di apparecchiature sono usate quando è necessario avere una stazione fruibile temporaneamente. Il loro impiego è strategico per la rapida estensione della copertura cellulare, la messa in servizio di collegamenti radio punto-punto ed in supporto ad un incremento del volume di traffico nel caso di eventi straordinari (manifestazioni sportive, musicali, situazioni di emergenza sociale, eventi catastrofici etc). 
Alternativamente si può attrezzare un autocarro con container e palo telescopico che ha le medesime funzioni, detto Cell on Truck (COT).
|  |  |  |  |

### Stazioni radio base ad isola
In condizioni particolari, in cui per esempio c'è un mancamento di energia elettrica, ci possono essere dei generatori che entrano in funzione solo nel momento in cui non vi è altra alimentazione.
Le stazioni radio base che non possono essere allacciate alla rete di distribuzione elettrica, vengono generalmente alimentate con sistemi quali i gruppi elettrogeni. Questa soluzione, oltre ad essere una fonte di inquinamento (atmosferico, acustico etc.), è spesso utilizzata in ambiti sotto tutela ambientale e paesaggistica e rappresenta un elemento di aggravio dei costi operativi (OPEX).
Esistono, invece, soluzioni che sono chiamate stazioni radio base ad isola che, oltre ad essere ecologicamente corrette, sono basate su soluzioni tecniche innovative che la rendono economicamente competitiva rispetto ai tradizionali sistemi di alimentazione grazie all'uso integrato di tecnologie ad energie alternative. 

### Stazioni radio base mascherate

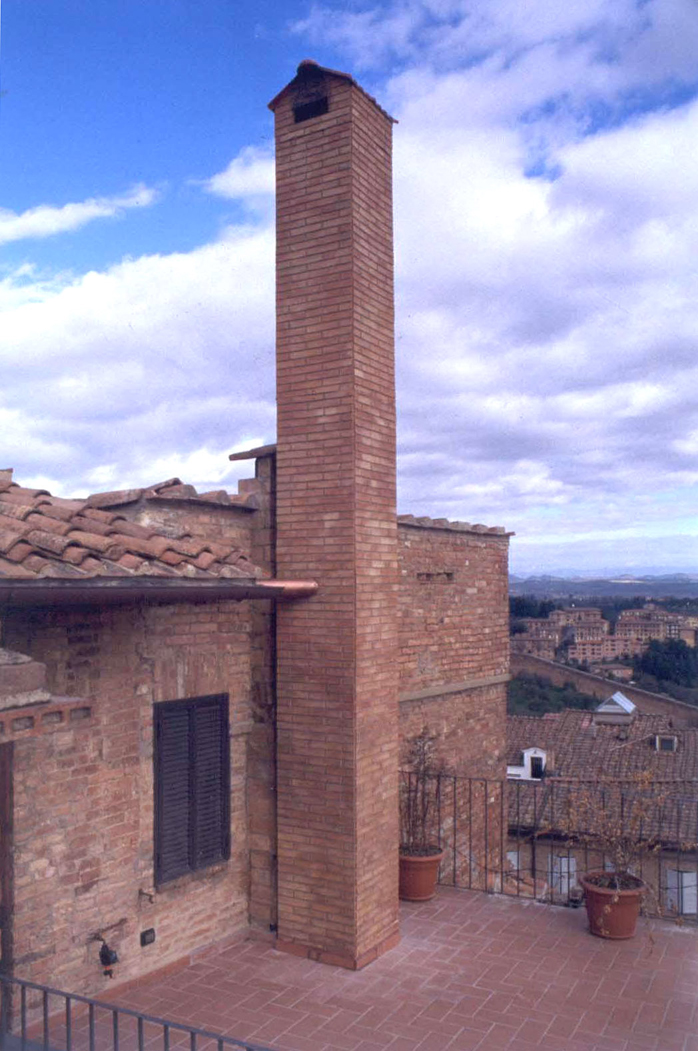
Esempio di stazione radio base mascherata da camino

Solitamente c'è una forte opposizione della popolazione locale all'installazione di una nuova stazione radio base perché l'impatto di queste infrastrutture può cambiare di molto lo scenario locale. Ci sono diverse modalità di mascheramento di tali strutture, che possono essere mascherate in modo da sembrare un oggetto completamente diverso. La crescente necessità di mascheramento delle stazioni radio base ha portato a soluzioni di mimetizzazione delle antenne, come gli alberi artificiali, facilmente inseribili in ambienti che richiedano un basso impatto ambientale e visivo. Le antenne possono quindi essere mascherate da alberi (ad es. palme, pini, cipressi...) o strutture rooftop rese camuffate da camini o pannellature.
Per soddisfare le diverse esigenze riguardo a diversi ambienti climatici e naturali sono disponibili differenti antenna pino e antenne palme o cipressi che si distinguono per la forma della chioma e l'aspetto della corteccia. Il tronco è formato da un palo troncopiramidale in acciaio, composto da più conci in base all'altezza complessiva della struttura che può variare dai 15 ai 40 metri. La superficie esterna è rivestita in materiale plastico resistente ai raggi UVA ed agli agenti atmosferici, con un aspetto che mantiene nel tempo una sorprendente somiglianza alla corteccia naturale. La chioma è composta da rami in materiali plastici accuratamente progettati tenendo conto di quantità, forma e disposizione atte a mascherare totalmente ed in maniera naturale le antenne e le parti accessorie. I materiali utilizzati, oltre a garantire un'assoluta trasparenza radioelettrica e la resistenza ai raggi UVA, mantengono nel tempo le proprie caratteristiche meccaniche e di colorazione.
Un altro tipo di camuffamento sono le strutture rooftop come i camini e le pannellature. Esiste un'ampia gamma di finti camini a basso impatto ambientale, strutture con altezze variabili da 6 ad 12 metri, utilizzate per il mascheramento di uno o più gestori sulla stessa stazione. Questo tipo di strutture è detto finto camino. Il consistente numero di roof top che affollano le nostre città, spesso da un punto di vista di impatto ambientale non rispettano l'ambito in cui sono inserite. Una soluzione a questo problema sono i sistemi modulari di pannellature che possono essere fissate con facilità ai sistemi rooftop esistenti portando ad un loro integrale restyling in tempi ridotti e con costi contenuti. I materiali utilizzati spaziano dai teli speciali per esterno, alla vetroresina, ai materiali plastici e microforati, con una gamma infinita di colorazioni ed immagini riproducibili sulle superfici esterne. Tale sistema è detto pannellatura.

### Telestyle
Il Telestyle è un'infrastruttura di arredo urbano atta ad alloggiare le antenne e gli apparati per telecomunicazione nonché gli impianti per l'illuminazione pubblica. Un connubio fra design, tradizione artigianale, esigenze estetiche e funzionalità relativa alle infrastrutture tecnologiche oggi presenti nelle nostre città. Esso è una soluzione alternativa al problema di mascherare le antenne, infatti applica una differente filosofia: renderle visibili e più gradevoli alla vista.

## Geolocalizzazione
I sistemi cellulari a mezzo delle omonime reti offrono potenzialmente anche un buon servizio di geolocalizzazione, sebbene meno preciso del GPS rappresentando comunque una buona alternativa per tutti gli apparecchi che non possiedono un ricevitore GPS. La precisione di tale sistema varia di molto: è migliore nelle zone dove le stazioni radio base sono molto vicine tra loro; al contrario non è molto buona nelle situazioni in cui le stazioni sono distanti tra loro in quanto il metodo adottato è basato sulla rilevazione dei livelli di potenza del segnale tra più stazioni radio base e successiva triangolazione dei dati.
Un altro metodo usa l'approccio AoA (Angle of Arrival). Questo metodo è possibile quando ci sono almeno due celle rilevabili; questo approccio produce un posizionamento che ha un grado di precisione intermedio tra il GPS e il sistema Geolocation.

## Altri ambiti
In maniera analoga nell'ambito della telefonia wireless ad uso domestico (telefono cordless) con il termine stazione radio base si identifica la base di aggancio del terminale mobile stesso, che collegata in maniera cablata alla rete telefonica fissa riceve le chiamate dalla rete reindirizzandole verso il telefono o viceversa instrada le chiamate wireless in rete dal telefono stesso il tutto attraverso una comunicazione radio con il terminale. Anche nelle reti WLAN gli access point Wi-Fi hanno funzionalità logiche simili, su piccola scala, ad una stazione radiobase ricevendo e trasmettendo segnali dati da e verso i terminali mobili presenti nelle proprie aree di copertura o verso altri access point in maniera cablata o wireless.